# Jiangdulu
Jiangdulu (kinesiska: 江都路, 江都路街道) är ett stadsdelsdistrikt i Kina. Det ligger i storstadsområdet Tianjin, i den norra delen av landet, nära eller i stadens centrum. Antalet invånare är 60 561. Befolkningen består av 29 555 kvinnor och 31 006 män. Barn under 15 år utgör 6,0 %, vuxna 15-64 år 79 %, och äldre över 65 år 14,0 %.